# No alla violenza
Pour plus de détails, voir Fiche technique et Distribution.
No alla violenza est un poliziottesco italien réalisé par Tano Cimarosa et sorti en 1977.

## Synopsis
À Messine, le commissaire Moretti mène une lutte acharnée contre la pègre locale, utilisant parfois des méthodes violentes et précipitées pour s'opposer à la criminalité galopante. Lors d'une évasion, des voyous écrasent et tuent une petite fille : Tano, le père de la petite fille, n'abandonne pas et décide de se venger en se transformant en véritable justicier, tuant tous les criminels qu'il peut trouver.
Lors d'une de ses actions, Tano trouve la cachette où la femme d'un riche homme d'affaires est retenue en captivité et parvient à la libérer, mais des policiers, arrivés entre-temps, le confondent avec l'un des ravisseurs et l'abattent avant que le commissaire Moretti, qui l'avait reconnu, ne puisse les arrêter.

## Fiche technique
- Titre original italien : No alla violenza[1],[2]
- Réalisation : Tano Cimarosa
- Scenario : Tano Cimarosa
- Photographie :	Giovanni Raffaldi
- Montage : Giancarlo Venarucci Cadueri
- Musique : Alberto Baldan Bembo (it)
- Décors : Giancarlo Nannerini
- Maquillage : Lucia La Porta
- Production : Uccio Golino
- Société de production : Morgana Produzione
- Société de distribution : Stella Film (Indipendenti Regionali)
- Pays de production :  Italie
- Langue originale : Italien
- Format : Couleurs - Son mono - 35 mm
- Durée : 88 minutes
- Genre : Poliziottesco
- Dates de sortie :
  - Italie : 21 octobre 1977

## Distribution
- Al Cliver : Commissaire Ettore Moretti
- Ninetto Davoli : Mario
- Martine Carell : Martine
- Tano Cimarosa : Tano
- Paola Quattrini : Paola Corsi
- Massimo Mollica : Corsi
- Uccio Golino : Marra
- Federico Boido (sous le nom de « Rick Boyd ») : Duilio Brogi
- Zaira Zoccheddu : Livia
- Guia Lauri Filzi : Rosa
- Nico dei Gabbiani : Franco
- Gianni Cimarosa : Pantò
- Tony Raccosta : Lando Rovisi
- Nino Lotà : Antonio Pilo